# Sorn (East Ayrshire)
Sorn (gälisch: An Sorn), ehemals Dalgain, ist eine Ortschaft im Westen der schottischen Council Area East Ayrshire beziehungsweise in der traditionellen Grafschaft Ayrshire. Sie liegt jeweils rund sechs Kilometer östlich von Mauchline und nordwestlich von Cumnock am Ayr.

## Geschichte
Die Ländereien gelangten um 1406 in den besitzt von Andrew Hamilton, den dritten Sohn von David Hamilton of Cadzow. Vermutlich im frühen 15. Jahrhundert wurde am Standort ein Tower House errichtet. Dieses wurde durch den Clan Hamilton sowie später den Earls of Winton und Earls of Loudoun zu dem heutigen Herrenhaus Sorn Castle erweitert.
Seinen fruchtbaren Böden ist es zu verdanken, dass die Landwirtschaft in der Geschichte Sorns Bedeutung besaß. Neben Kohle wurden auch Eisenerz und Kalk in der Ortschaft abgebaut. In der zweiten Hälfte des 20. Jahrhunderts wuchs die Einwohnerzahl von Sorn an. Lebten 1961 noch 273 Personen in Sorn, so waren es 1991 bereits 400.

## Verkehr
Sorn ist an der B743 gelegen, die von geringer verkehrstechnischer Bedeutung ist. Aus Süden mündet die aus Catrine kommende B713 ein. In der Vergangenheit besaß die im frühen 18. Jahrhundert erbaute heutige Sorn Old Bridge als Querung des Ayr einige Bedeutung. Innerhalb von zehn Kilometern sind mit der A76 (Kilmarnock–Dumfries) im Westen sowie der A71 (Edinburgh–Irvine) im Norden zwei überregionale Fernverkehrsstraßen erreichbar.